# Мельники (Минская область)
Мельники (бел. Ме́льнікі) — деревня в Мядельском районе Минской области Белоруссии. В составе Нарочского сельсовета.

## История
В 1847 году — деревня в составе имения Кобыльники Свенцянского уезда Виленской губернии. Владение Свенторжецкого, 7 дворов, 65 жителей.
В 1868 году — деревня Кобыльницкой волости, 7 дворов, 84 жителей.
В 1904 году — 136 жителей.
В 1908 году — 18 дворов, 88 жителей.
С 1921 года — в составе II Речи Посполитой.
В Мельниках родился Юзеф Михайлович Кислый (09.09.1912), участник немецко-польской войны в 1939 году. В составе 1 пехотного полка легионов сражался под Божанволяй на Замойщине. Попал в советский плен. В СССР вступил в состав польской Армии Андерса и принимал участие в Итальянской кампании в составе 6-го танкового полка. В 1947 году находился в Великобритании. Был награждён польскими наградами: Крестом Монте-Касино, бронзовым крестом Заслуг с мечами, Крестом Храбрых, а также британскими: Звездой 1939—1945 и Звездой Италии.
С 12.10.1940 года в составе Кобыльникского сельсовета Мядельского района Вилейской области БССР.
В годы Великой Отечественной войны находилась в составе Кобыльникской волости гебитскомиссариата «Белорутения».
С 20.09.1944 года — в составе Молодечненской области БССР.
В 1949 году в деревне создан колхоз «Новый путь».
С 20.01.1960 года — в составе Минской области.
В 1960 году — 37 жителей.
С 1965 года — деревня входила в состав колхоза «Нарочь».
С 04.09.1991 года — в колхозе «Приозерный».
По состоянию на 01.01.1997 год — 23 двора, 39 жителей.